# (32550) Sharonthomas
(32550) Sharonthomas est un astéroïde de la ceinture principale.

## Description
(32550) Sharonthomas est un astéroïde de la ceinture principale. Il fut découvert le 16 août 2001 à Socorro par le projet LINEAR. Il présente une orbite caractérisée par un demi-grand axe de 2,47 UA, une excentricité de 0,15 et une inclinaison de 5,6° par rapport à l'écliptique.

## Compléments